# Werner Devos
Werner Devos (* 11. Juni 1957 in Roeselare) ist ein ehemaliger belgischer Radrennfahrer.
Als Amateur siegte er 1980 in der Flandern-Rundfahrt und im Omloop Het Volk. Werner Devos war von 1980 bis 1990 Berufssportler. In dieser Zeit war er hauptsächlich bei belgischen „Kirmesrennen“ aktiv, wenn auch nur mit mäßigem Erfolg. 1982 startete er bei der Tour de France und wurde Letzter.